# Бури Рам
Бури Рам е една от 76-те провинции на Тайланд. Столицата ѝ е едноименния град Бури Рам. Населението на провинцията е 1 493 359 жители (2000 г. – 7-а по население), а площта 10 322,9 кв. км (17-а по площ). Намира се в часова зона UTC+7. Разделена е на 23 района, които са разделени на 189 общини и 2212 села.